# Rajon Taraclia
Der Rajon Taraclia (bulgarisch Тараклийски район/Taraklyjsky raion; russisch Тараклийский район) ist ein Rajon in der Republik Moldau. Die Rajonshauptstadt ist Taraclia.

## Geographie
Der Rajon liegt im Süden des Landes an der Grenze zur Ukraine. Er ist in einen nördlichen und einen südlichen Teil geteilt. Durch den südlichen Teil fließt von Norden nach Süden der Fluss Jalpuch.
Der Rajon Taraclia grenzt innerhalb Moldaus an das Autonome Gebiet Gagausien einschließlich zwei von dessen Exklaven sowie an den Rajon Cahul.

## Geschichte
Der Rajon Taraclia besteht seit 2003. Bis Februar 2003 gehörte das Gebiet gemeinsam mit den heutigen Rajons Cahul und Cantemir zum inzwischen aufgelösten Kreis Cahul (Județul Cahul). Als Zentrum der bulgarischen Minderheit in Moldau, der dort rund 66 % der Bevölkerung angehören, gibt es im Rajon Taraclia heute zahlreiche bulgarische Kultureinrichtungen und Schulen. Auch an der Staatlichen Universität Taraclia ist Bulgarisch eine der Unterrichtssprachen.
Die regionalen Autoritäten Taraclias fordern seit längerer Zeit mehr Autonomierechte für ihre Region. Anfang 2014 wurde auch eine Vereinigung mit der autonomen Region Gagausien debattiert. Laut Angaben des Regionalpräsidenten Taraclias, ersuchten zahlreiche weitere, mehrheitlich von Bulgaren bewohnte Ortschaften aus anderen Teilen Moldaus einen Beitritt zum Rajon Taraclia. Unabhängig von der Zentralregierung in Moldau unterhält die regionale Administration des Rajons gesonderte Beziehungen zu Russland. Taraclia gilt als Bastion pro-russischer politischer Parteien in Moldau. Aufgrund von Unzufriedenheit mit der Regierung in Chișinău verstärkten sich in der Region in den letzten Jahren separatistische Tendenzen.

## Bevölkerung

### Bevölkerungsentwicklung
1959 lebten im Gebiet des heutigen Rajons 39.113 Einwohner. Bis 1970 stieg die Bevölkerungszahl auf 43.953 und blieb bis 1979 mit 43.213 annähernd konstant. Danach stieg die Zahl der Einwohner auf 47.966 im Jahr 1989. Bis 2004 sank wie in ganz Moldau die Bevölkerungszahl des Rajons, die in jenem Jahr 43.154 betrug. 2014 lag sie bei 37.357.

### Volksgruppen
Der Rajon Taraclia gehört zu den Regionen Moldaus mit dem höchsten Anteil an nationalen Minderheiten; ethnische Moldauer stellen im Rajon Taraclia nur 13,9 % der Bevölkerung dar. Eine Besonderheit des Rajons ist der hohe Anteil der Bulgaren, die laut der Volkszählung 2004 mit 65,6 % die anteilsmäßig mit Abstand größte Volksgruppe darstellen. Landesweit bezeichneten sich nur 1,9 % der Bevölkerung als Bulgaren. Damit leben mehr als die Hälfte aller moldauischen Bulgaren im Rajon Taraclia. Ihr Siedlungsgebiet konzentriert sich besonders auf den nördlichen Teil des Rajons. Die Bulgaren sprechen wie die anderen Volksgruppen im südlichen Moldau überwiegend Russisch. Der Anteil der Bulgaren, die Bulgarisch als ihre Muttersprache angaben, sank von 91,5 % im Jahr 1959 auf 78,7 % im Jahr 1989. Von diesen nannten 70 % Russisch als Zweitsprache und nur 7 % Rumänisch.
Weitere bedeutende Minderheiten im Rajon sind die Gagausen mit 8,3 %, die Ukrainer mit 6,1 % und die Russen mit 5,0 % Bevölkerungsanteil. Die russische Sprache besitzt im multikulturellen Rajon Taraclia eine deutlich stärkere Stellung als im Rest des Landes. Viele Bulgaren sprechen hauptsächlich Russisch, ebenso wie ein großer Teil der Ukrainer, Gagausen und auch Moldauer.